# Великолучковская сельская община
Великолучковская сельская общи́на (укр. Великолучківська сільська громада) — территориальная община в Мукачевском районе Закарпатской области Украины.
Административный центр — село Великие Лучки.
Население составляет 21 827 человек. Площадь — 180,8 км².

## Населённые пункты
В состав общины входит 17 сёл:
- Великие Лучки
- Ракошино
- Бенедиковцы
- Домбоки
- Кайданово
- Русское
- Чоповцы
- Кальник
- Кузьмино
- Медведевцы
- Русская Кучава
- Шкуратовцы
- Зняцево
- Винково
- Драгиня
- Кинлодь
- Червенёво